# Tricycleopsis minahassa
Tricycleopsis minahassa är en tvåvingeart som beskrevs av Hiromu Kurahashi 1998. Tricycleopsis minahassa ingår i släktet Tricycleopsis och familjen spyflugor. Inga underarter finns listade i Catalogue of Life.